# Pieczyska (powiat ostrzeszowski)
Pieczyska – przysiółek w Polsce położona w województwie wielkopolskim, w powiecie ostrzeszowskim, w gminie Doruchów. Miejscowość wchodzi w skład sołectwa Godziętowy.
W latach 1975–1998 miejscowość administracyjnie należała do województwa kaliskiego.